# ایزی ریگ
ایزی ریگ (به انگلیسی: Easy Rig) یکی از تجهیزات اساسی فیلمبرداری است که معمولاً برای فیلمبرداری پلان‌های دوربین روی دست استفاده می‌شود.
ایزی ریگ سنگینی دوربین را به وسیلهٔ جلیقه‌ای که فیلمبردار به تن می‌کند دفع می‌کند و سبب می‌شود که کنترل بهتری بر روی دوربین داشته باشد.